# Alessandro Teixeira
Alessandro Golombiewski Teixeira (Porto Alegre, 1972) é um economista, funcionário público e político brasileiro. Foi empossado como ministro do turismo em 22 de abril de 2016, sendo demitido em 12 de maio de 2016.

## Carreira
Graduado em economia, mestre pela Universidade de São Paulo (USP) em economia latino-americana; doutor em competitividade tecnológica e industrial pela Universidade de Sussex.
Teixeira foi responsável pela área de "assuntos internacionais" da secretaria estadual de desenvolvimento do Governo do Rio Grande do Sul, durante a gestão do petista Olívio Dutra (1999-2003), época desde a qual era ligado à presidente Dilma Rousseff.
Durante a gestão de Luiz Inácio Lula da Silva ocupou entre 2007 e 2011 a presidência da Agência Brasileira de Promoção de Exportações e Investimentos.
Foi secretário executivo do posterior governador de Minas Gerais Fernando Pimentel, denunciado por envolvimento em problemas relativos a lavagem de dinheiro, durante o primeiro governo de Rousseff quando Pimentel era ministro do Desenvolvimento, Indústria e Comércio Exterior, sendo demitido por ter se indisposto com o titular; sua proximidade com a governante do país o colocara na posição de segundo na sucessão de Pimentel e, com sua demissão, foi por ela levado a assumir um posto como assessor especial da própria presidência.
Recebia o salário de R$ 39,3 mil na condição de presidente da Agência Brasileira de Desenvolvimento Industrial (ABDI), agência criada em 2004, pelo ex-presidente Luiz Inácio Lula da Silva, cargo assumido em fevereiro de 2015.
Recebeu 164,2 mil reais em cinco pagamentos durante a campanha da reeleição da presidente Dilma Rousseff, recursos estes oriundos da campanha presidencial de 2014. Na época ele integrou o chamado "núcleo duro" da economia na campanha, responsável ao lado de Guido Mantega e da própria Dilma.
Foi, antes de ocupar a função de ministro, presidente da Associação Mundial das Agências de Promoção de Investimentos (Waipa), entidade que reúne agências 150 nações na área de comércio exterior e turismo.

## Ministério do Turismo
Em 22 de abril de 2016 foi empossado no cargo de ministro do Turismo do Brasil, fato este que ganhou repercussão graças a uma série de fotos publicadas por sua esposa. Apesar de as imagens terem sido divulgadas pela própria assessoria da auto-denominada "primeira-dama do Turismo", o novo ministro emitiu nota repudiando o que chamou de "divulgação da intimidade do casal"; ele declarou que sua pasta tem por desafios a divulgação das Olimpíadas e das Paralimpíadas.

## Miss Bumbum
Sua mulher, Milena Santos, comemorou a posse do marido publicando no Facebook fotos que geraram polêmica. Milena, que já foi Miss Bumbum Estados Unidos 2013, informara que a imagens haviam sido tiradas com o marido dentro do gabinete.
Milena já havia concorrido ao cargo de vereadora em Salvador por três vezes, pelo Partido Social Liberal; ao postar as fotos com o marido no gabinete, Milena colocou o comentário: "Não é à toa que ao lado de um grande Homem, existe sempre uma linda e poderosa mulher" (sic); após a repercussão do caso, ela excluiu sua conta na rede social. Segundo sua assessoria de imprensa, ela já teria sido vereadora na capital baiana, em 2004, pelo Prona.
Com a polêmica ficou-se sabendo que, enquanto encarregado da ABDI, Teixeira havia contratado para aquele órgão e com salário de R$ 19 mil, a tia da mulher - Delfina Silva Gutierrez; apesar de trabalhar como secretária, seu salário era de assessora especial; a agência governamental é considerada uma verdadeira "caixa-preta", onde a transparência legal não é cumprida e não se sabe quem são os contratados e quais os seus vencimentos; o escândalo provocado pela nomeação do novo ministro levou à descoberta do nepotismo e à demissão da contratada, em novo escândalo ligado ao nome dele e da mulher.